# ترن (ایوان)
تَرَنْ یکی از روستاهای شهرستان ایوان در استان ایلام است. تَرَنْ از توابع شهر زرنه می‌باشد.
ترن در فرهنگ لغت معین به معنای قطار شهری قطار. می‌باشد؛ ولی در اصل معنی واژه به از واژه کردی تر نم به معنای سرزمینی مرطوب و خیس میباشد البته ترن در فرهنگ دهخدا به عنوان گل نسترن معنی شده است: ترن . [ ت َ رَ] (اِ) گل نسرین باشد. (فرهنگ جهانگیری ) (غیاث اللغات ) (فرهنگ رشیدی ). گل نسرین و نسترن باشد. (برهان ) (ناظم الاطباء). در جهانگیری و رشیدی به معنی گل نسرین آورده اند و ظن فقیر آن است که مخفف نسترن باشد. (انجمن آرا) (آنندراج ). نام گلی است منسوب به رخ خوبان وشاهدان و آنرا نسترون و نسترن نیز گویند و تازیش نسرین است . (شرفنامه ٔ مینری ). || در بعضی فرهنگها به معنی دشت و بیابان است . (فرهنگ جهانگیری ) (ازفرهنگ رشیدی ) (از انجمن آرا) (از آنندراج ) بمعنی دشت و بیابان هم آمده است . (برهان (از ناظم الاطباء)
جمعیت این روستا به علت مهاجرت ساکنان آن به شهرهای دیگر از جمله شهرستان ایوان، در حال حاضر در حدود ۱۰۰۰ نفر می‌باشد. تپه ترن مربوط به دوره ساسانیان است و در شهرستان ایوان، بخش مرکزی، روستای ترن واقع شده و این اثر در تاریخ ۹ اردیبهشت ۱۳۸۲ با شمارهٔ ثبت ۸۴۶۵ به‌عنوان یکی از آثار ملی ایران به ثبت رسیده است.

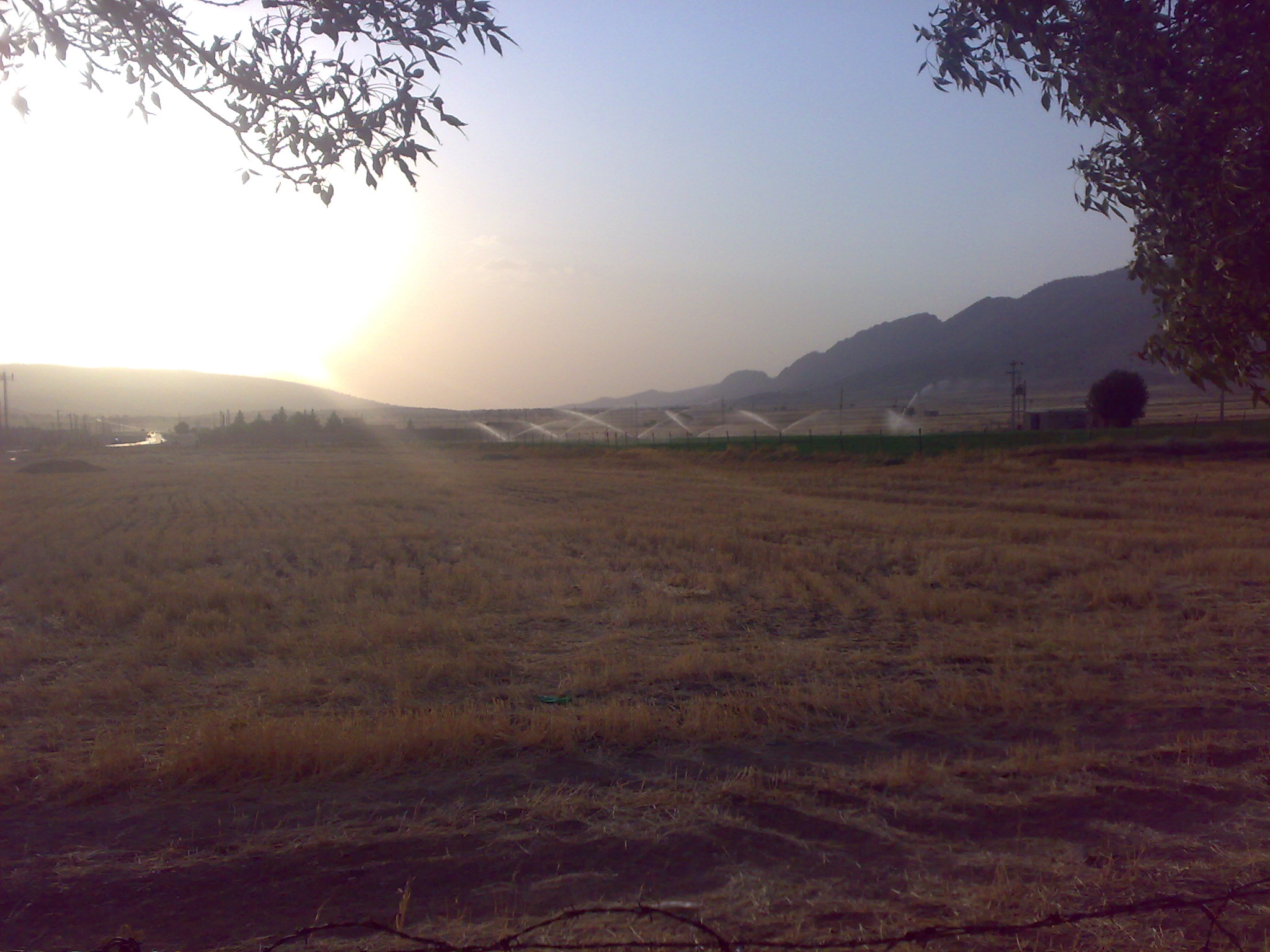
غروب زیبا دهستان ترن